# Pygmaena canitiaria
Pygmaena canitiaria là một loài bướm đêm trong họ Geometridae.